# 声魂
声魂（こえだま）は、声の魅力を表現力豊かなサウンドとの組み合わせたオリジナルボーイズラブドラマCDとして制作するレーベル。

## ラインナップ

### 第1弾：闇を切り裂く白銀
【キャスト】
- 朝霧終音（あさぎり しゅうね）：緑川光
- 西宮紅蓮（にしみや ぐれん）：平川大輔
- 周防道隆（すおう みちたか）：遊佐浩二
- 石崎美里亜（いしざき みりあ）：竹間千ノ美

【スタッフ】
- シナリオ：薪原あすみ
- キャラクターデザイン：椎名秋乃
- 音楽：諸田英司
- シナリオ監修：セブンイー
- 原案：KAZUMA
- 総合デザイン：ayame

### 第2弾：束縛のアリア
【キャスト】
- 藤本士騎（ふじもと しき）：神谷浩史
- 瀬尾晃一（せのお こういち）：杉田智和
- 篠崎空斗（しにざき たかと）：岸尾大輔（現 岸尾だいすけ)
- 藤本静香（ふじもと しずか）：大野まりな

【スタッフ】
- シナリオ：KANA
- キャラクターデザイン：椎名秋乃
- 音楽：諸田英司
- 総合デザイン：ayame

### 第3弾：ラブプランダラー
【キャスト】
- 矢桐戒：谷山紀章
- 暴走院智道：松本考平
- 茅野章：岸尾大輔（現 岸尾だいすけ）
- 瀬田孝治：馬場圭介

【スタッフ】
- 原作・シナリオ：相楽ゆい&黒猫牛乳
- キャラクターデザイン：椎名秋乃
- 音楽：諸田英司
- 総合デザイン：ayame

### 第4弾：緋色の邂逅
【キャスト】
- 拓真（たくま）：鈴村健一
- 要（かなめ）：鳥海浩輔
- 賢二（けんじ）：金子英彦

【制作スタッフ】
- 原作・シナリオ : 高原かや
- キャラクターデザイン : オンダカツキ
- 音楽 : 諸田英司
- 総合デザイン : ayame

### 第5弾：鎮守神楽
【キャスト】
- 伊勢修司（いせ しゅうじ）：高橋広樹
- 支倉奏（はせくら そう）：野島健児
- 瑞樹（みずき）：神谷浩史
- 中村紀子（なかむら のりこ）：永田佳代

【スタッフ】
- 原作・シナリオ：高原かや
- キャラクターデザイン：オンダカツキ
- 音楽：翡翠
- 総合デザイン：ayame

### 第6弾：アクアマリンバタフライ
【キャスト】
- ティトゥーズ・クストース：羽多野渉
- ゼノ・ゼクスワーズ：千葉進歩
- ジン：松本考平
- ダルダペル・ワーズナー：鈴木賢

【スタッフ】
- 原作・シナリオ：高原かや
- キャラクターデザイン：オンダカツキ
- 音楽：諸田英司
- 総合デザイン：ayame

### 第7弾：Spirits Tea - スピリッツティー
【キャスト】
- 香山恭平（かやま きょうへい）：平川大輔
- 篠塚真人（しのづか まさと）：羽多野渉
- 店主（マスター）：立花慎之介
- サーバー（シン）：高橋剛

【スタッフ】
- 原作・シナリオ：高原かや
- キャラクターデザイン：オンダカツキ
- 音楽：翡翠
- 総合デザイン：ayame